# Massouma al-Mubarak
Massouma al-Mubarak (1947) es una política kuwaití. El 20 de junio de 2005 se convirtió en la primera mujer en ser ministra en el país. Estudió en los Estados Unidos y es profesora de ciencias políticas.

## Biografía
En 1971 se trasladó a los Estados Unidos para estudiar en la universidad. En 1976 terminó un máster en la Universidad del Norte de Texas. Posteriormente se doctoró en la Universidad de Denver. Desde 1982 ha enseñado ciencias políticas en la Universidad de Kuwait.
Ha sido activa en la lucha por la igualdad de derechos entre hombres y mujeres y escribe una columna diaria para el diario Al Anba. En 2002 recogió firmas para pedir que en Kuwait dejara de existir la segregación por género en los centros educativos. En junio de 2005 fue nombrada ministra de planificación y ministra de estado de desarrollo administrativo para el gabinete liderado por el primer ministro Sabah Al-Ahmad Al-Yaber Al-Sabah. El 25 de agosto de 2007 dimitió como ministra de sanidad tras un incendio en un hospital en Jahra en el que murieron dos pacientes.
En las elecciones generales de Kuwait de 2009 logró, junto a otras tres mujeres, un escaño en la Asamblea Nacional de Kuwait, siendo las primeras mujeres en formar parte de la cámara.